# День скорботи і вшанування пам'яті жертв війни в Україні
День скорбо́ти і вшанува́ння па́м'яті жертв війни́ — день пам'яті в Україні. Відзначається щорічно 22 червня, у день початку німецько-радянської війни (1941—1945), яка забрала життя кожного п’ятого українця.

## Історія
День встановлено в Україні «…з метою всенародного вшанування пам'яті синів і дочок українського народу, полеглих під час Великої Вітчизняної війни 1941—1945 років, їх подвигу та жертовності … на підтримку ініціативи громадських організацій ветеранів війни, праці, Збройних Сил і жертв нацистських переслідувань…» згідно з Указом Президента України «Про День скорботи і вшанування пам'яті жертв війни в Україні» від 17 листопада 2000 р. № 1245/2000.

## В інших країнах
- У Білорусі: «Дзень усенароднай памяці ахвяраў Вялікай Айчыннай вайны»
- У Росії: «День памяти и скорби»